# Greenville (Ohio)
Greenville è un comune degli Stati Uniti d'America, capoluogo della contea di Darke, nello Stato dell'Ohio.